# Limnophora rotundata
Limnophora rotundata är en tvåvingeart som först beskrevs av Collin 1930.  Limnophora rotundata ingår i släktet Limnophora och familjen husflugor. Arten är reproducerande i Sverige. Inga underarter finns listade i Catalogue of Life.